# 南魚沼郡

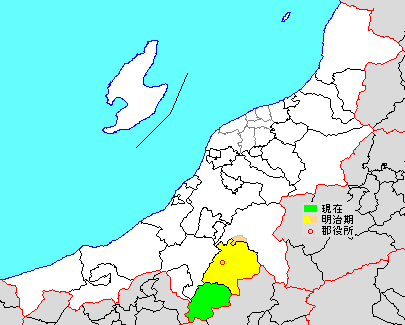
新潟県南魚沼郡の範囲（緑：湯沢町 薄黄：後に他郡に編入された区域）

南魚沼郡（みなみうおぬまぐん）は、新潟県の郡。
人口8,134人、面積357.29km²、人口密度22.8人/km²。（2025年2月1日、推計人口）
以下の1町を含む。
- 湯沢町（ゆざわまち）

## 郡域
1879年（明治12年）に行政区画として発足した当時の郡域は、上記1町のほか、以下の区域にあたる。
- 南魚沼市
- 魚沼市の一部（虫野・干溝・板木・原虫野・大浦・大浦新田・十日町・伊勢島・岡新田）

## 歴史

### 郡発足までの沿革
『倭名類聚抄』の国郡部に、「越後国魚沼」と記されている。
『兵範記』に、保元の乱の後で平正弘の所領だった「魚野郡殖田村」が没収されて後白河天皇領となったことが記されている。
『吾妻鏡』では「於田庄」の名で記されている。
鎌倉時代には新田氏の配下の里見氏などが拠点とした。『太平記』に「上田山」「栽田山」の地名が見える。
上杉氏の頃は主に上田庄と呼ばれた。江戸時代の頃は魚沼郡と呼ばれた。
慶長3年(1598)年に上杉氏が会津に移封となり、代わって堀氏の入った高田藩(福嶋藩)の一部として扱われる。
堀氏が改易された後、いずれも短い期間で松平氏、牧野氏、福島正則、直轄領になった後、再び松平氏が入るなど頻繁に領主が変わった。
寛永の頃にいくつかの村をまとめて大肝煎（大庄屋、大割元）が置かれ、当郡域では浦佐組54ヶ村、六日町組66ヶ村、塩沢組58ヶ村に分けられた。
越後騒動の後、延宝9年(天和元年・1681年)から享保9年(1724年)までの43年間と、宝暦5年(1755年)から宝暦13年(1763年)までの8年間は天領。
享保9年(1724年)から宝暦5年(1755年)までの23年間と、宝暦13年(1763年)から文久元年(1861年)までの99年間は会津藩の預り領であった。この頃は小千谷に陣屋があった。また必要に応じて塩沢と十日町にも出張陣屋が置かれた。
文久元年に幕府によって組替が行われ、代官支配の村と預り領の村、会津藩領の村にそれぞれ分割され、桑名藩の飛び地も存在するなどした。
隣の小出島には会津藩の陣屋が置かれ、当地域は国境付近の天領も含めて会津藩士が警備を担当していた。この事が戊辰戦争で戦地になる要因となった。
- 「旧高旧領取調帳」に記載されている明治初年時点での、魚沼郡のうち後の本郡域の支配は以下の通り。●は寺社領、○は寺社除地[1]が存在。（177村）

| 知行         | 知行                         | 村数 | 村名 |
| ------------ | ---------------------------- | ---- | --- |
| 幕府領       | 幕府領（出雲崎代官所）       | 54村 | 浅貝村、二居村、三俣村、○神立村、湯沢村、○土樽村、○下一日市村、上一日市村、関村、○関山村、○上野村、宮野下村、君沢村、大窪村、大沢村、田中村（現：南魚沼市南田中）、大木六新田、○中子新田、五郎丸村、丸池新田、万条新田、姥島新田、仙石村、○舞子村、徳田新田、○塩沢村、中村、天野沢村、○大月村、○大木六村、○吉山新田、滝谷村、○田崎村、○新堀村、下原新田、野際村、新堀新田、○岩崎村、二日町村、津久野村、中川村、中川新田、○長森村、○下原村、○法音寺村、○上原村、○藤原村、上原新田、長森新田、宮村、宮村下新田、○今町村、○芹田村、○九日町村 |
| 幕府領       | 幕府領（会津藩預地）         | 34村 | 片田村、竹俣新田、○思川村、思川新田、○吉里村、○泉盛寺村、栃窪新田、○目来田村、樺野沢新田、○樺野沢村、○島新田、○上十日町村、○六日町村、●八幡村、川窪村、○美佐島村、小栗山本新田、小栗山今新田、君帰村、○小栗山村、○余川村、○欠ノ上村、○野田村、○五日町村、○四十日村、○寺尾村、田中村（現：南魚沼市北田中）、名木沢村、奥村新田、蓑和島村、青木新田、城山新田、大杉新田、宇津野新田 |
| 幕府領       | 幕府領（桑名藩預地）         | 6村  | ○干溝村、干溝新田、○板木村、○大浦村、山崎新田、山崎村 |
| 幕府領       | 幕府領（脇野町代官所）       | 11村 | ●浦佐村、今町新田、水尾新田、○水尾村、○大崎村、黒土新田、黒土村、大倉村、大倉新田、川棚新田、○虫野村 |
| 藩領         | 陸奥会津藩                   | 71村 | 中野村、中野新田、○竹俣村、茗荷沢村、○雲洞村、○東泉田村、三郎丸村、○八竜新田、大里村、小木六村、小杉新田、姥沢新田、蟹沢新田、○長崎村、枝吉村、早川村、○坂戸村、京岡村、泉新田、山口村、○永松村、蛭窪村、○小川村、津久野上新田、○麓村、○上薬師堂村、津久野下新田、泉孫新田、京岡新田、岡村、畔地新田、野中村、清水瀬村、土沢村、原村、舞台村、山谷村、畔地村、明川新田、○妙音寺村、上出浦村、下出浦村、○泉村、深沢村、○下薬師堂村、市野江村、○一村尾村、鰕島新田、海士ヶ島新田、柳古新田、○穴地村、穴地新田、船ヶ沢新田、○五箇村、原虫野新田、○伊勢島新田、○大浦新田、十日町村、岡新田、雷土村、湯谷村、芋川村、赤羽村、○門前村、雷土新田、大桑原村、茗荷沢新田、荒金村、桐沢村、堂島新田、荒山村 |
| 幕府領・藩領 | 幕府領（会津藩預地）・会津藩 | 1村  | ○西泉田村 |

- 慶応4年
  - 5月 -  郷村からも兵が召集された閏4月21日から24日の三国峠の戦い、同27日の小出島の戦いの後、新政府軍の統治下に置かれる。小千谷民政府が治安維持に当たった。
  - 7月27日（1868年9月13日） - 幕府領が柏崎県（第1次）の管轄となる。
- 明治元年
  - 9月22日（1868年11月6日） - 会津戦争で会津藩が新政府軍に降伏して領地を没収され、領地が柏崎県の管轄となる。
  - 11月5日（1868年12月18日） - 柏崎県を廃して新潟府に合併することが布達される（実行されず）。
- 明治2年
  - 2月22日（1869年4月3日） - 再度柏崎県を廃止する布達が出され、越後府（第2次）に合併。
  - 8月25日（1869年9月30日） - 旧・柏崎県の管轄地が柏崎県（第2次）の管轄となる。
- 明治初年 - 大倉新田・川棚新田が大倉村に合併。（175村）
- 明治4年
  - 11月20日（1871年12月31日） - 第1次府県統合により全域が柏崎県の管轄となる。当郡域には第四大区が置かれ21の小区に分けられる。
  - 奥村新田・蓑和島村が合併して奥村となる。（174村）
- 明治6年（1873年）6月10日 - 全域が新潟県の管轄となる。当郡域には第十三大区が置かれ九つの小区に分けられた。
- 明治5年（1872年） - 小栗山本新田・小栗山今新田が小栗山村に合併。（172村）
- 明治8年（1875年） - 干溝新田が干溝村に、明川新田が山口村にそれぞれ合併。（170村）
- 明治9年（1876年） - 泉孫新田が泉村に合併。（170村）
- 明治10年（1878年） - 思川新田が思川村に、中野新田が中野村にそれぞれ合併。（167村）

### 郡発足以降の沿革
- 明治12年（1879年）
  - 4月9日 - 郡区町村編制法の新潟県での施行により、魚沼郡のうち167村に行政区画としての南魚沼郡が発足。郡役所が六日町村に設置。同日大区小区制廃止。
  - 2ヶ所ずつ存在した田中村が南田中村、北田中村にそれぞれ改称（それぞれ現行の大字に継承）。
- 明治14年（1882年） - 早川村より清水村が分村。（168村）
- 明治16年（1884年） - 祖師村が上野村に合併。（168村）
- 明治18年（1886年） - 早川村より一ノ沢村が分村。（169村）
- 明治20年（1888年） - 鰕島新田が鰕島村に改称。

### 町村制以降の沿革
- 明治22年（1889年）4月1日 - 町村制の施行により以下の町村が発足。特記以外は現・南魚沼市。（47村）

- 浅貝村、二居村、三俣村、神立村、土樽村、湯沢村（それぞれ単独村制、現・湯沢町）
- 上関村 ← 関村、関山村、上野村
- 大沼村 ← 上一日市村、下一日市村、宮野下村
- 大君田村 ← 君沢村、大沢村、大窪村、南田中村
- 塩沢村（単独村制）
- 中目来田村 ← 中村、目来田村
- 富実村 ← 天野沢村、樺野沢村、樺野沢新田、泉盛寺村
- 吉里村（単独村制）
- 上島村 ← 上十日町村、島新田
- 栃窪新田（単独で自治体を形成）
- 大富村 ← 竹俣村、竹俣新田、片田村、思川村、西泉田村
- 西中島村 ← 舞子村、万条新田、姥島新田、中子新田、丸池新田
- 東中島村 ← 仙石村、徳田新田、五郎丸村、大木六新田、中野村
- 大木六村 ← 大木六村、吉山新田、小杉新田
- 大和村（第1次） ← 大里村、八竜新田、小木六村
- 南旭村 ← 滝谷村、蟹沢新田、清水村、姥沢新田、一ノ沢村
- 長崎村（単独村制）
- 旭村 ← 三郎丸村、早川村、枝吉村
- 三和村 ← 雲洞村、大月村、東泉田村
- 小栗山村（単独村制）
- 六日町村 ← 六日町村、坂戸村
- 余川村、君帰村、欠ノ上村、川窪村、八幡村、美佐島村（それぞれ単独村制）
- 西五十沢村 ← 津久野村、津久野上新田、津久野下新田、二日町村、岩崎村、宮村、宮村下新田、深沢村
- 東五十沢村 ← 蛭窪村、原村、畔地新田、畔地村、舞台村、野中村、清水瀬村、土沢村、小川村
- 南五十沢村 ← 山谷村、中川村、中川新田、京岡村、京岡新田、永松村
- 南城内村 ← 上出浦村、下出浦村、上薬師堂村、野際村、妙音寺村、岡村、下薬師堂村、山口村、田崎村、法音寺村、藤原村、新堀新田、新堀村
- 北城内村 ← 麓村、長森村、長森新田、上原村、上原新田、下原村、下原新田、泉村、泉新田
- 大巻村 ← 奥村、寺尾村、大杉新田、四十日村、北田中村、宇津野新田、青木新田、野田村
- 南藪神村 ← 五日町村、城山新田、名木沢村、今町村、九日町村
- 北藪神村 ← 市野江村、一村尾村、芹田村
- 浦佐村 ← 浦佐村、五箇村、鰕島村
- 水尾村 ← 水尾村、水尾新田
- 大崎村 ← 大崎村、柳古新田、今町新田、海士ヶ島新田、穴地村、穴地新田
- 水無村 ← 茗荷沢村、茗荷沢新田、荒金村、堂島新田、桐沢村、荒山村
- 坂本村 ← 黒土村、黒土新田、大倉村、船ヶ沢新田
- 三用村 ← 山崎村、大桑原村、門前村、赤羽村、芋川村、湯谷村、雷土村、雷土新田、山崎新田
- 伊米ヶ崎村 ← 虫野村、十日町村、岡新田、大浦新田、大浦村、干溝村、板木村、原虫野新田、伊勢島新田（現：魚沼市）

- 明治26年（1893年）6月9日 - 栃窪新田が改称して栃窪村となる。
- 明治30年（1897年）1月1日 - 新潟県で郡制を施行。
- 明治33年（1900年）
  - 7月13日 - 六日町村が町制施行して六日町となる。（1町46村）
  - 11月16日 - 塩沢村が町制施行して塩沢町となる。（2町45村）
  - 12月7日 - 水無村・坂本村が合併して赤石村が発足。（2町44村）
- 明治34年（1901年）11月1日 - 下記の町村の統合が行われる。いずれも新設合併。（2町35村）

- 三国村 ← 浅貝村、二居村
- 中之島村 ← 西中島村、東中島村、大木六村、大和村
- 五十沢村 ← 西五十沢村、東五十沢村、南五十沢村
- 城内村 ← 南城内村、北城内村
- 大巻村 ← 大巻村、南藪神村［五日町］
- 藪神村 ← 北藪神村、南藪神村［九日町・名木沢・城山新田・今町］
- 大崎村 ← 水尾村、大崎村
- 東村 ← 赤石村、三用村

- 明治39年（1906年）4月1日（2町16村）
  - 上関村・大沼村・大君田村が合併して石打村が発足。
  - 中目来田村・富実村・吉里村・上島村・栃窪村および大富村の一部（竹俣・竹俣新田・片田村・思川）が塩沢町に編入。
  - 南旭村・長崎村・旭村および三和村の一部（雲桐）が合併して上田村が発足。
  - 小栗山村・余川村・君帰村・欠ノ上村・川窪村・八幡村・美佐島村および大富村の残部（西泉田）・三和村の残部（東泉田・大月）が六日町に編入。
- 大正12年（1923年）3月31日 - 郡会が廃止。郡役所は存続。
- 大正15年（1926年）6月30日 - 郡役所が廃止。以降は地域区分名称となる。
- 昭和25年（1950年）4月1日 - 伊米ヶ崎村の一部（干溝）が北魚沼郡小出町に編入。
- 昭和29年（1954年）5月1日 - 伊米ヶ崎村が北魚沼郡小出町に編入。（2町15村）
- 昭和30年（1955年）3月31日 - 湯沢村・三国村・三俣村・神立村・土樽村が合併して湯沢町が発足。（3町10村）
- 昭和31年（1956年）
  - 4月1日 - 藪神村・浦佐村・大崎村・東村が合併して大和村（第2次）が発足。（3町7村）
  - 9月1日 - 六日町・五十沢村・城内村・大巻村が合併して改めて六日町が発足。（3町4村）
  - 9月30日 - 塩沢町・中之島村が合併して改めて塩沢町が発足。（3町3村）
- 昭和32年（1957年）2月1日 - 塩沢町・石打村・上田村が合併して改めて塩沢町が発足。（3町1村）
- 昭和37年（1962年）4月1日 - 大和村が町制施行して大和町となる。（4町）
- 平成16年（2004年）11月1日 - 六日町・大和町が合併し南魚沼市が発足し、郡より離脱。（2町）
- 平成17年（2005年）10月1日 - 塩沢町が南魚沼市に編入。（1町）

### 変遷表
| 明治以前     | 明治初年 - 明治22年    | 明治22年 4月1日 町村制施行 | 明治22年 - 明治33年          | 明治34年 - 大正15年         | 昭和元年 - 昭和25年                 | 昭和26年 - 昭和64年                 | 昭和26年 - 昭和64年        | 平成元年 - 現在                | 現在     |
| ------------ | ---------------------- | -------------------------- | ---------------------------- | --------------------------- | ----------------------------------- | ----------------------------------- | -------------------------- | ------------------------------ | -------- |
| 湯沢村       | 湯沢村                 | 湯沢村                     | 湯沢村                       | 湯沢村                      | 湯沢村                              | 昭和30年3月31日 湯沢町              | 昭和30年3月31日 湯沢町     | 湯沢町                         | 湯沢町   |
| 三俣村       | 三俣村                 | 三俣村                     | 三俣村                       | 三俣村                      | 三俣村                              | 昭和30年3月31日 湯沢町              | 昭和30年3月31日 湯沢町     | 湯沢町                         | 湯沢町   |
| 神立村       | 神立村                 | 神立村                     | 神立村                       | 神立村                      | 神立村                              | 昭和30年3月31日 湯沢町              | 昭和30年3月31日 湯沢町     | 湯沢町                         | 湯沢町   |
| 土樽村       | 土樽村                 | 土樽村                     | 土樽村                       | 土樽村                      | 土樽村                              | 昭和30年3月31日 湯沢町              | 昭和30年3月31日 湯沢町     | 湯沢町                         | 湯沢町   |
| 浅貝村       | 浅貝村                 | 浅貝村                     | 浅貝村                       | 明治34年11月1日 三国村      | 三国村                              | 昭和30年3月31日 湯沢町              | 昭和30年3月31日 湯沢町     | 湯沢町                         | 湯沢町   |
| 二居村       | 二居村                 | 二居村                     | 二居村                       | 明治34年11月1日 三国村      | 三国村                              | 昭和30年3月31日 湯沢町              | 昭和30年3月31日 湯沢町     | 湯沢町                         | 湯沢町   |
| 雲洞村       | 雲洞村                 | 三和村                     | 三和村                       | 明治39年4月1日 上田村       | 上田村                              | 上田村                              | 昭和32年2月1日 塩沢町      | 平成17年10月1日 南魚沼市に編入 | 南魚沼市 |
| 長崎村       | 長崎村                 | 長崎村                     | 長崎村                       | 明治39年4月1日 上田村       | 上田村                              | 上田村                              | 昭和32年2月1日 塩沢町      | 平成17年10月1日 南魚沼市に編入 | 南魚沼市 |
| 三郎丸村     | 三郎丸村               | 旭村                       | 旭村                         | 明治39年4月1日 上田村       | 上田村                              | 上田村                              | 昭和32年2月1日 塩沢町      | 平成17年10月1日 南魚沼市に編入 | 南魚沼市 |
| 枝吉村       | 枝吉村                 | 旭村                       | 旭村                         | 明治39年4月1日 上田村       | 上田村                              | 上田村                              | 昭和32年2月1日 塩沢町      | 平成17年10月1日 南魚沼市に編入 | 南魚沼市 |
| 早川村       | 早川村                 | 旭村                       | 旭村                         | 明治39年4月1日 上田村       | 上田村                              | 上田村                              | 昭和32年2月1日 塩沢町      | 平成17年10月1日 南魚沼市に編入 | 南魚沼市 |
| 早川村       | 明治18年 分村 一ノ沢村 | 南旭村                     | 南旭村                       | 明治39年4月1日 上田村       | 上田村                              | 上田村                              | 昭和32年2月1日 塩沢町      | 平成17年10月1日 南魚沼市に編入 | 南魚沼市 |
| 早川村       | 明治14年 分村 清水村   | 南旭村                     | 南旭村                       | 明治39年4月1日 上田村       | 上田村                              | 上田村                              | 昭和32年2月1日 塩沢町      | 平成17年10月1日 南魚沼市に編入 | 南魚沼市 |
| 滝谷村       | 滝谷村                 | 南旭村                     | 南旭村                       | 明治39年4月1日 上田村       | 上田村                              | 上田村                              | 昭和32年2月1日 塩沢町      | 平成17年10月1日 南魚沼市に編入 | 南魚沼市 |
| 蟹沢新田     | 蟹沢新田               | 南旭村                     | 南旭村                       | 明治39年4月1日 上田村       | 上田村                              | 上田村                              | 昭和32年2月1日 塩沢町      | 平成17年10月1日 南魚沼市に編入 | 南魚沼市 |
| 姥沢新田     | 姥沢新田               | 南旭村                     | 南旭村                       | 明治39年4月1日 上田村       | 上田村                              | 上田村                              | 昭和32年2月1日 塩沢町      | 平成17年10月1日 南魚沼市に編入 | 南魚沼市 |
| 上野村       | 上野村                 | 上関村                     | 上関村                       | 明治39年4月1日 石打村       | 石打村                              | 石打村                              | 昭和32年2月1日 塩沢町      | 平成17年10月1日 南魚沼市に編入 | 南魚沼市 |
| 関村         | 関村                   | 上関村                     | 上関村                       | 明治39年4月1日 石打村       | 石打村                              | 石打村                              | 昭和32年2月1日 塩沢町      | 平成17年10月1日 南魚沼市に編入 | 南魚沼市 |
| 関山村       | 関山村                 | 上関村                     | 上関村                       | 明治39年4月1日 石打村       | 石打村                              | 石打村                              | 昭和32年2月1日 塩沢町      | 平成17年10月1日 南魚沼市に編入 | 南魚沼市 |
| 上一日市村   | 上一日市村             | 大沼村                     | 大沼村                       | 明治39年4月1日 石打村       | 石打村                              | 石打村                              | 昭和32年2月1日 塩沢町      | 平成17年10月1日 南魚沼市に編入 | 南魚沼市 |
| 下一日市村   | 下一日市村             | 大沼村                     | 大沼村                       | 明治39年4月1日 石打村       | 石打村                              | 石打村                              | 昭和32年2月1日 塩沢町      | 平成17年10月1日 南魚沼市に編入 | 南魚沼市 |
| 宮野下村     | 宮野下村               | 大沼村                     | 大沼村                       | 明治39年4月1日 石打村       | 石打村                              | 石打村                              | 昭和32年2月1日 塩沢町      | 平成17年10月1日 南魚沼市に編入 | 南魚沼市 |
| 君沢村       | 君沢村                 | 大君田村                   | 大君田村                     | 明治39年4月1日 石打村       | 石打村                              | 石打村                              | 昭和32年2月1日 塩沢町      | 平成17年10月1日 南魚沼市に編入 | 南魚沼市 |
| 大沢村       | 大沢村                 | 大君田村                   | 大君田村                     | 明治39年4月1日 石打村       | 石打村                              | 石打村                              | 昭和32年2月1日 塩沢町      | 平成17年10月1日 南魚沼市に編入 | 南魚沼市 |
| 大窪村       | 大窪村                 | 大君田村                   | 大君田村                     | 明治39年4月1日 石打村       | 石打村                              | 石打村                              | 昭和32年2月1日 塩沢町      | 平成17年10月1日 南魚沼市に編入 | 南魚沼市 |
| 田中村       | 明治12年 改称 南田中村 | 大君田村                   | 大君田村                     | 明治39年4月1日 石打村       | 石打村                              | 石打村                              | 昭和32年2月1日 塩沢町      | 平成17年10月1日 南魚沼市に編入 | 南魚沼市 |
| 舞子村       | 舞子村                 | 西中島村                   | 西中島村                     | 明治34年11月1日 中之島村    | 中之島村                            | 昭和31年9月30日 塩沢町              | 昭和32年2月1日 塩沢町      | 平成17年10月1日 南魚沼市に編入 | 南魚沼市 |
| 万条新田     | 万条新田               | 西中島村                   | 西中島村                     | 明治34年11月1日 中之島村    | 中之島村                            | 昭和31年9月30日 塩沢町              | 昭和32年2月1日 塩沢町      | 平成17年10月1日 南魚沼市に編入 | 南魚沼市 |
| 姥島新田     | 姥島新田               | 西中島村                   | 西中島村                     | 明治34年11月1日 中之島村    | 中之島村                            | 昭和31年9月30日 塩沢町              | 昭和32年2月1日 塩沢町      | 平成17年10月1日 南魚沼市に編入 | 南魚沼市 |
| 中子新田     | 中子新田               | 西中島村                   | 西中島村                     | 明治34年11月1日 中之島村    | 中之島村                            | 昭和31年9月30日 塩沢町              | 昭和32年2月1日 塩沢町      | 平成17年10月1日 南魚沼市に編入 | 南魚沼市 |
| 丸池新田     | 丸池新田               | 西中島村                   | 西中島村                     | 明治34年11月1日 中之島村    | 中之島村                            | 昭和31年9月30日 塩沢町              | 昭和32年2月1日 塩沢町      | 平成17年10月1日 南魚沼市に編入 | 南魚沼市 |
| 中野村       | 明治10年 中野村        | 東中島村                   | 東中島村                     | 明治34年11月1日 中之島村    | 中之島村                            | 昭和31年9月30日 塩沢町              | 昭和32年2月1日 塩沢町      | 平成17年10月1日 南魚沼市に編入 | 南魚沼市 |
| 中野新田     | 明治10年 中野村        | 東中島村                   | 東中島村                     | 明治34年11月1日 中之島村    | 中之島村                            | 昭和31年9月30日 塩沢町              | 昭和32年2月1日 塩沢町      | 平成17年10月1日 南魚沼市に編入 | 南魚沼市 |
| 仙石村       | 仙石村                 | 東中島村                   | 東中島村                     | 明治34年11月1日 中之島村    | 中之島村                            | 昭和31年9月30日 塩沢町              | 昭和32年2月1日 塩沢町      | 平成17年10月1日 南魚沼市に編入 | 南魚沼市 |
| 徳田新田     | 徳田新田               | 東中島村                   | 東中島村                     | 明治34年11月1日 中之島村    | 中之島村                            | 昭和31年9月30日 塩沢町              | 昭和32年2月1日 塩沢町      | 平成17年10月1日 南魚沼市に編入 | 南魚沼市 |
| 五郎丸村     | 五郎丸村               | 東中島村                   | 東中島村                     | 明治34年11月1日 中之島村    | 中之島村                            | 昭和31年9月30日 塩沢町              | 昭和32年2月1日 塩沢町      | 平成17年10月1日 南魚沼市に編入 | 南魚沼市 |
| 大木六新田   | 大木六新田             | 東中島村                   | 東中島村                     | 明治34年11月1日 中之島村    | 中之島村                            | 昭和31年9月30日 塩沢町              | 昭和32年2月1日 塩沢町      | 平成17年10月1日 南魚沼市に編入 | 南魚沼市 |
| 大木六村     | 大木六村               | 大木六村                   | 大木六村                     | 明治34年11月1日 中之島村    | 中之島村                            | 昭和31年9月30日 塩沢町              | 昭和32年2月1日 塩沢町      | 平成17年10月1日 南魚沼市に編入 | 南魚沼市 |
| 吉山新田     | 吉山新田               | 大木六村                   | 大木六村                     | 明治34年11月1日 中之島村    | 中之島村                            | 昭和31年9月30日 塩沢町              | 昭和32年2月1日 塩沢町      | 平成17年10月1日 南魚沼市に編入 | 南魚沼市 |
| 小杉新田     | 小杉新田               | 大木六村                   | 大木六村                     | 明治34年11月1日 中之島村    | 中之島村                            | 昭和31年9月30日 塩沢町              | 昭和32年2月1日 塩沢町      | 平成17年10月1日 南魚沼市に編入 | 南魚沼市 |
| 大里村       | 大里村                 | 大和村                     | 大和村                       | 明治34年11月1日 中之島村    | 中之島村                            | 昭和31年9月30日 塩沢町              | 昭和32年2月1日 塩沢町      | 平成17年10月1日 南魚沼市に編入 | 南魚沼市 |
| 八竜新田     | 八竜新田               | 大和村                     | 大和村                       | 明治34年11月1日 中之島村    | 中之島村                            | 昭和31年9月30日 塩沢町              | 昭和32年2月1日 塩沢町      | 平成17年10月1日 南魚沼市に編入 | 南魚沼市 |
| 小木六村     | 小木六村               | 大和村                     | 大和村                       | 明治34年11月1日 中之島村    | 中之島村                            | 昭和31年9月30日 塩沢町              | 昭和32年2月1日 塩沢町      | 平成17年10月1日 南魚沼市に編入 | 南魚沼市 |
| 塩沢村       | 塩沢村                 | 塩沢村                     | 明治33年11月16日 町制 塩沢町 | 塩沢町                      | 塩沢町                              | 昭和31年9月30日 塩沢町              | 昭和32年2月1日 塩沢町      | 平成17年10月1日 南魚沼市に編入 | 南魚沼市 |
| 中村         | 中村                   | 中目来田村                 | 中目来田村                   | 明治39年4月1日 塩沢町に編入 | 塩沢町                              | 昭和31年9月30日 塩沢町              | 昭和32年2月1日 塩沢町      | 平成17年10月1日 南魚沼市に編入 | 南魚沼市 |
| 目来田村     | 目来田村               | 中目来田村                 | 中目来田村                   | 明治39年4月1日 塩沢町に編入 | 塩沢町                              | 昭和31年9月30日 塩沢町              | 昭和32年2月1日 塩沢町      | 平成17年10月1日 南魚沼市に編入 | 南魚沼市 |
| 天野沢村     | 天野沢村               | 富実村                     | 富実村                       | 明治39年4月1日 塩沢町に編入 | 塩沢町                              | 昭和31年9月30日 塩沢町              | 昭和32年2月1日 塩沢町      | 平成17年10月1日 南魚沼市に編入 | 南魚沼市 |
| 樺野沢村     | 樺野沢村               | 富実村                     | 富実村                       | 明治39年4月1日 塩沢町に編入 | 塩沢町                              | 昭和31年9月30日 塩沢町              | 昭和32年2月1日 塩沢町      | 平成17年10月1日 南魚沼市に編入 | 南魚沼市 |
| 樺野沢新田   | 樺野沢新田             | 富実村                     | 富実村                       | 明治39年4月1日 塩沢町に編入 | 塩沢町                              | 昭和31年9月30日 塩沢町              | 昭和32年2月1日 塩沢町      | 平成17年10月1日 南魚沼市に編入 | 南魚沼市 |
| 泉盛寺村     | 泉盛寺村               | 富実村                     | 富実村                       | 明治39年4月1日 塩沢町に編入 | 塩沢町                              | 昭和31年9月30日 塩沢町              | 昭和32年2月1日 塩沢町      | 平成17年10月1日 南魚沼市に編入 | 南魚沼市 |
| 吉里村       | 吉里村                 | 吉里村                     | 吉里村                       | 明治39年4月1日 塩沢町に編入 | 塩沢町                              | 昭和31年9月30日 塩沢町              | 昭和32年2月1日 塩沢町      | 平成17年10月1日 南魚沼市に編入 | 南魚沼市 |
| 上十日町村   | 上十日町村             | 上島村                     | 上島村                       | 明治39年4月1日 塩沢町に編入 | 塩沢町                              | 昭和31年9月30日 塩沢町              | 昭和32年2月1日 塩沢町      | 平成17年10月1日 南魚沼市に編入 | 南魚沼市 |
| 島新田       | 島新田                 | 上島村                     | 上島村                       | 明治39年4月1日 塩沢町に編入 | 塩沢町                              | 昭和31年9月30日 塩沢町              | 昭和32年2月1日 塩沢町      | 平成17年10月1日 南魚沼市に編入 | 南魚沼市 |
| 栃窪新田     | 栃窪新田               | 栃窪新田                   | 明治26年6月9日 改称 栃窪村   | 明治39年4月1日 塩沢町に編入 | 塩沢町                              | 昭和31年9月30日 塩沢町              | 昭和32年2月1日 塩沢町      | 平成17年10月1日 南魚沼市に編入 | 南魚沼市 |
| 思川村       | 明治10年 思川村        | 大富村                     | 大富村                       | 明治39年4月1日 塩沢町に編入 | 塩沢町                              | 昭和31年9月30日 塩沢町              | 昭和32年2月1日 塩沢町      | 平成17年10月1日 南魚沼市に編入 | 南魚沼市 |
| 思川新田     | 明治10年 思川村        | 大富村                     | 大富村                       | 明治39年4月1日 塩沢町に編入 | 塩沢町                              | 昭和31年9月30日 塩沢町              | 昭和32年2月1日 塩沢町      | 平成17年10月1日 南魚沼市に編入 | 南魚沼市 |
| 竹俣村       | 竹俣村                 | 大富村                     | 大富村                       | 明治39年4月1日 塩沢町に編入 | 塩沢町                              | 昭和31年9月30日 塩沢町              | 昭和32年2月1日 塩沢町      | 平成17年10月1日 南魚沼市に編入 | 南魚沼市 |
| 竹俣新田     | 竹俣新田               | 大富村                     | 大富村                       | 明治39年4月1日 塩沢町に編入 | 塩沢町                              | 昭和31年9月30日 塩沢町              | 昭和32年2月1日 塩沢町      | 平成17年10月1日 南魚沼市に編入 | 南魚沼市 |
| 片田村       | 片田村                 | 大富村                     | 大富村                       | 明治39年4月1日 塩沢町に編入 | 塩沢町                              | 昭和31年9月30日 塩沢町              | 昭和32年2月1日 塩沢町      | 平成17年10月1日 南魚沼市に編入 | 南魚沼市 |
| 西泉田村     | 西泉田村               | 大富村                     | 大富村                       | 明治39年4月1日 六日町に編入 | 六日町                              | 昭和31年9月1日 六日町               | 昭和31年9月1日 六日町      | 平成16年11月1日 南魚沼市       | 南魚沼市 |
| 東泉田村     | 東泉田村               | 三和村                     | 三和村                       | 明治39年4月1日 六日町に編入 | 六日町                              | 昭和31年9月1日 六日町               | 昭和31年9月1日 六日町      | 平成16年11月1日 南魚沼市       | 南魚沼市 |
| 大月村       | 大月村                 | 三和村                     | 三和村                       | 明治39年4月1日 六日町に編入 | 六日町                              | 昭和31年9月1日 六日町               | 昭和31年9月1日 六日町      | 平成16年11月1日 南魚沼市       | 南魚沼市 |
| 小栗山村     | 明治5年 小栗山村       | 小栗山村                   | 小栗山村                     | 明治39年4月1日 六日町に編入 | 六日町                              | 昭和31年9月1日 六日町               | 昭和31年9月1日 六日町      | 平成16年11月1日 南魚沼市       | 南魚沼市 |
| 小栗山本新田 | 明治5年 小栗山村       | 小栗山村                   | 小栗山村                     | 明治39年4月1日 六日町に編入 | 六日町                              | 昭和31年9月1日 六日町               | 昭和31年9月1日 六日町      | 平成16年11月1日 南魚沼市       | 南魚沼市 |
| 小栗山今新田 | 明治5年 小栗山村       | 小栗山村                   | 小栗山村                     | 明治39年4月1日 六日町に編入 | 六日町                              | 昭和31年9月1日 六日町               | 昭和31年9月1日 六日町      | 平成16年11月1日 南魚沼市       | 南魚沼市 |
| 余川村       | 余川村                 | 余川村                     | 余川村                       | 明治39年4月1日 六日町に編入 | 六日町                              | 昭和31年9月1日 六日町               | 昭和31年9月1日 六日町      | 平成16年11月1日 南魚沼市       | 南魚沼市 |
| 君帰村       | 君帰村                 | 君帰村                     | 君帰村                       | 明治39年4月1日 六日町に編入 | 六日町                              | 昭和31年9月1日 六日町               | 昭和31年9月1日 六日町      | 平成16年11月1日 南魚沼市       | 南魚沼市 |
| 欠ノ上村     | 欠ノ上村               | 欠ノ上村                   | 欠ノ上村                     | 明治39年4月1日 六日町に編入 | 六日町                              | 昭和31年9月1日 六日町               | 昭和31年9月1日 六日町      | 平成16年11月1日 南魚沼市       | 南魚沼市 |
| 川窪村       | 川窪村                 | 川窪村                     | 川窪村                       | 明治39年4月1日 六日町に編入 | 六日町                              | 昭和31年9月1日 六日町               | 昭和31年9月1日 六日町      | 平成16年11月1日 南魚沼市       | 南魚沼市 |
| 八幡村       | 八幡村                 | 八幡村                     | 八幡村                       | 明治39年4月1日 六日町に編入 | 六日町                              | 昭和31年9月1日 六日町               | 昭和31年9月1日 六日町      | 平成16年11月1日 南魚沼市       | 南魚沼市 |
| 美佐島村     | 美佐島村               | 美佐島村                   | 美佐島村                     | 明治39年4月1日 六日町に編入 | 六日町                              | 昭和31年9月1日 六日町               | 昭和31年9月1日 六日町      | 平成16年11月1日 南魚沼市       | 南魚沼市 |
| 六日町村     | 六日町村               | 六日町村                   | 明治33年7月13日 町制 六日町  | 六日町                      | 六日町                              | 昭和31年9月1日 六日町               | 昭和31年9月1日 六日町      | 平成16年11月1日 南魚沼市       | 南魚沼市 |
| 坂戸村       | 坂戸村                 | 六日町村                   | 明治33年7月13日 町制 六日町  | 六日町                      | 六日町                              | 昭和31年9月1日 六日町               | 昭和31年9月1日 六日町      | 平成16年11月1日 南魚沼市       | 南魚沼市 |
| 津久野村     | 津久野村               | 西五十沢村                 | 西五十沢村                   | 明治34年11月1日 五十沢村    | 五十沢村                            | 昭和31年9月1日 六日町               | 昭和31年9月1日 六日町      | 平成16年11月1日 南魚沼市       | 南魚沼市 |
| 津久野上新田 | 津久野上新田           | 西五十沢村                 | 西五十沢村                   | 明治34年11月1日 五十沢村    | 五十沢村                            | 昭和31年9月1日 六日町               | 昭和31年9月1日 六日町      | 平成16年11月1日 南魚沼市       | 南魚沼市 |
| 津久野下新田 | 津久野下新田           | 西五十沢村                 | 西五十沢村                   | 明治34年11月1日 五十沢村    | 五十沢村                            | 昭和31年9月1日 六日町               | 昭和31年9月1日 六日町      | 平成16年11月1日 南魚沼市       | 南魚沼市 |
| 二日町村     | 二日町村               | 西五十沢村                 | 西五十沢村                   | 明治34年11月1日 五十沢村    | 五十沢村                            | 昭和31年9月1日 六日町               | 昭和31年9月1日 六日町      | 平成16年11月1日 南魚沼市       | 南魚沼市 |
| 岩崎村       | 岩崎村                 | 西五十沢村                 | 西五十沢村                   | 明治34年11月1日 五十沢村    | 五十沢村                            | 昭和31年9月1日 六日町               | 昭和31年9月1日 六日町      | 平成16年11月1日 南魚沼市       | 南魚沼市 |
| 宮村         | 宮村                   | 西五十沢村                 | 西五十沢村                   | 明治34年11月1日 五十沢村    | 五十沢村                            | 昭和31年9月1日 六日町               | 昭和31年9月1日 六日町      | 平成16年11月1日 南魚沼市       | 南魚沼市 |
| 宮村下新田   | 宮村下新田             | 西五十沢村                 | 西五十沢村                   | 明治34年11月1日 五十沢村    | 五十沢村                            | 昭和31年9月1日 六日町               | 昭和31年9月1日 六日町      | 平成16年11月1日 南魚沼市       | 南魚沼市 |
| 深沢村       | 深沢村                 | 西五十沢村                 | 西五十沢村                   | 明治34年11月1日 五十沢村    | 五十沢村                            | 昭和31年9月1日 六日町               | 昭和31年9月1日 六日町      | 平成16年11月1日 南魚沼市       | 南魚沼市 |
| 蛭窪村       | 蛭窪村                 | 東五十沢村                 | 東五十沢村                   | 明治34年11月1日 五十沢村    | 五十沢村                            | 昭和31年9月1日 六日町               | 昭和31年9月1日 六日町      | 平成16年11月1日 南魚沼市       | 南魚沼市 |
| 原村         | 原村                   | 東五十沢村                 | 東五十沢村                   | 明治34年11月1日 五十沢村    | 五十沢村                            | 昭和31年9月1日 六日町               | 昭和31年9月1日 六日町      | 平成16年11月1日 南魚沼市       | 南魚沼市 |
| 畔地新田     | 畔地新田               | 東五十沢村                 | 東五十沢村                   | 明治34年11月1日 五十沢村    | 五十沢村                            | 昭和31年9月1日 六日町               | 昭和31年9月1日 六日町      | 平成16年11月1日 南魚沼市       | 南魚沼市 |
| 畔地村       | 畔地村                 | 東五十沢村                 | 東五十沢村                   | 明治34年11月1日 五十沢村    | 五十沢村                            | 昭和31年9月1日 六日町               | 昭和31年9月1日 六日町      | 平成16年11月1日 南魚沼市       | 南魚沼市 |
| 舞台村       | 舞台村                 | 東五十沢村                 | 東五十沢村                   | 明治34年11月1日 五十沢村    | 五十沢村                            | 昭和31年9月1日 六日町               | 昭和31年9月1日 六日町      | 平成16年11月1日 南魚沼市       | 南魚沼市 |
| 野中村       | 野中村                 | 東五十沢村                 | 東五十沢村                   | 明治34年11月1日 五十沢村    | 五十沢村                            | 昭和31年9月1日 六日町               | 昭和31年9月1日 六日町      | 平成16年11月1日 南魚沼市       | 南魚沼市 |
| 清水瀬村     | 清水瀬村               | 東五十沢村                 | 東五十沢村                   | 明治34年11月1日 五十沢村    | 五十沢村                            | 昭和31年9月1日 六日町               | 昭和31年9月1日 六日町      | 平成16年11月1日 南魚沼市       | 南魚沼市 |
| 土沢村       | 土沢村                 | 東五十沢村                 | 東五十沢村                   | 明治34年11月1日 五十沢村    | 五十沢村                            | 昭和31年9月1日 六日町               | 昭和31年9月1日 六日町      | 平成16年11月1日 南魚沼市       | 南魚沼市 |
| 小川村       | 小川村                 | 東五十沢村                 | 東五十沢村                   | 明治34年11月1日 五十沢村    | 五十沢村                            | 昭和31年9月1日 六日町               | 昭和31年9月1日 六日町      | 平成16年11月1日 南魚沼市       | 南魚沼市 |
| 山谷村       | 山谷村                 | 南五十沢村                 | 南五十沢村                   | 明治34年11月1日 五十沢村    | 五十沢村                            | 昭和31年9月1日 六日町               | 昭和31年9月1日 六日町      | 平成16年11月1日 南魚沼市       | 南魚沼市 |
| 中川村       | 中川村                 | 南五十沢村                 | 南五十沢村                   | 明治34年11月1日 五十沢村    | 五十沢村                            | 昭和31年9月1日 六日町               | 昭和31年9月1日 六日町      | 平成16年11月1日 南魚沼市       | 南魚沼市 |
| 中川新田     | 中川新田               | 南五十沢村                 | 南五十沢村                   | 明治34年11月1日 五十沢村    | 五十沢村                            | 昭和31年9月1日 六日町               | 昭和31年9月1日 六日町      | 平成16年11月1日 南魚沼市       | 南魚沼市 |
| 京岡村       | 京岡村                 | 南五十沢村                 | 南五十沢村                   | 明治34年11月1日 五十沢村    | 五十沢村                            | 昭和31年9月1日 六日町               | 昭和31年9月1日 六日町      | 平成16年11月1日 南魚沼市       | 南魚沼市 |
| 京岡新田     | 京岡新田               | 南五十沢村                 | 南五十沢村                   | 明治34年11月1日 五十沢村    | 五十沢村                            | 昭和31年9月1日 六日町               | 昭和31年9月1日 六日町      | 平成16年11月1日 南魚沼市       | 南魚沼市 |
| 永松村       | 永松村                 | 南五十沢村                 | 南五十沢村                   | 明治34年11月1日 五十沢村    | 五十沢村                            | 昭和31年9月1日 六日町               | 昭和31年9月1日 六日町      | 平成16年11月1日 南魚沼市       | 南魚沼市 |
| 山口村       | 明治8年 山口村         | 南城内村                   | 南城内村                     | 明治34年11月1日 城内村      | 城内村                              | 昭和31年9月1日 六日町               | 昭和31年9月1日 六日町      | 平成16年11月1日 南魚沼市       | 南魚沼市 |
| 明川新田     | 明治8年 山口村         | 南城内村                   | 南城内村                     | 明治34年11月1日 城内村      | 城内村                              | 昭和31年9月1日 六日町               | 昭和31年9月1日 六日町      | 平成16年11月1日 南魚沼市       | 南魚沼市 |
| 上出浦村     | 上出浦村               | 南城内村                   | 南城内村                     | 明治34年11月1日 城内村      | 城内村                              | 昭和31年9月1日 六日町               | 昭和31年9月1日 六日町      | 平成16年11月1日 南魚沼市       | 南魚沼市 |
| 下出浦村     | 下出浦村               | 南城内村                   | 南城内村                     | 明治34年11月1日 城内村      | 城内村                              | 昭和31年9月1日 六日町               | 昭和31年9月1日 六日町      | 平成16年11月1日 南魚沼市       | 南魚沼市 |
| 上薬師堂村   | 上薬師堂村             | 南城内村                   | 南城内村                     | 明治34年11月1日 城内村      | 城内村                              | 昭和31年9月1日 六日町               | 昭和31年9月1日 六日町      | 平成16年11月1日 南魚沼市       | 南魚沼市 |
| 野際村       | 野際村                 | 南城内村                   | 南城内村                     | 明治34年11月1日 城内村      | 城内村                              | 昭和31年9月1日 六日町               | 昭和31年9月1日 六日町      | 平成16年11月1日 南魚沼市       | 南魚沼市 |
| 妙音寺村     | 妙音寺村               | 南城内村                   | 南城内村                     | 明治34年11月1日 城内村      | 城内村                              | 昭和31年9月1日 六日町               | 昭和31年9月1日 六日町      | 平成16年11月1日 南魚沼市       | 南魚沼市 |
| 岡村         | 岡村                   | 南城内村                   | 南城内村                     | 明治34年11月1日 城内村      | 城内村                              | 昭和31年9月1日 六日町               | 昭和31年9月1日 六日町      | 平成16年11月1日 南魚沼市       | 南魚沼市 |
| 下薬師堂村   | 下薬師堂村             | 南城内村                   | 南城内村                     | 明治34年11月1日 城内村      | 城内村                              | 昭和31年9月1日 六日町               | 昭和31年9月1日 六日町      | 平成16年11月1日 南魚沼市       | 南魚沼市 |
| 田崎村       | 田崎村                 | 南城内村                   | 南城内村                     | 明治34年11月1日 城内村      | 城内村                              | 昭和31年9月1日 六日町               | 昭和31年9月1日 六日町      | 平成16年11月1日 南魚沼市       | 南魚沼市 |
| 法音寺村     | 法音寺村               | 南城内村                   | 南城内村                     | 明治34年11月1日 城内村      | 城内村                              | 昭和31年9月1日 六日町               | 昭和31年9月1日 六日町      | 平成16年11月1日 南魚沼市       | 南魚沼市 |
| 藤原村       | 藤原村                 | 南城内村                   | 南城内村                     | 明治34年11月1日 城内村      | 城内村                              | 昭和31年9月1日 六日町               | 昭和31年9月1日 六日町      | 平成16年11月1日 南魚沼市       | 南魚沼市 |
| 新堀新田     | 新堀新田               | 南城内村                   | 南城内村                     | 明治34年11月1日 城内村      | 城内村                              | 昭和31年9月1日 六日町               | 昭和31年9月1日 六日町      | 平成16年11月1日 南魚沼市       | 南魚沼市 |
| 新堀村       | 新堀村                 | 南城内村                   | 南城内村                     | 明治34年11月1日 城内村      | 城内村                              | 昭和31年9月1日 六日町               | 昭和31年9月1日 六日町      | 平成16年11月1日 南魚沼市       | 南魚沼市 |
| 泉村         | 明治9年 泉村           | 北城内村                   | 北城内村                     | 明治34年11月1日 城内村      | 城内村                              | 昭和31年9月1日 六日町               | 昭和31年9月1日 六日町      | 平成16年11月1日 南魚沼市       | 南魚沼市 |
| 泉孫新田     | 明治9年 泉村           | 北城内村                   | 北城内村                     | 明治34年11月1日 城内村      | 城内村                              | 昭和31年9月1日 六日町               | 昭和31年9月1日 六日町      | 平成16年11月1日 南魚沼市       | 南魚沼市 |
| 泉新田       | 泉新田                 | 北城内村                   | 北城内村                     | 明治34年11月1日 城内村      | 城内村                              | 昭和31年9月1日 六日町               | 昭和31年9月1日 六日町      | 平成16年11月1日 南魚沼市       | 南魚沼市 |
| 麓村         | 麓村                   | 北城内村                   | 北城内村                     | 明治34年11月1日 城内村      | 城内村                              | 昭和31年9月1日 六日町               | 昭和31年9月1日 六日町      | 平成16年11月1日 南魚沼市       | 南魚沼市 |
| 長森村       | 長森村                 | 北城内村                   | 北城内村                     | 明治34年11月1日 城内村      | 城内村                              | 昭和31年9月1日 六日町               | 昭和31年9月1日 六日町      | 平成16年11月1日 南魚沼市       | 南魚沼市 |
| 長森新田     | 長森新田               | 北城内村                   | 北城内村                     | 明治34年11月1日 城内村      | 城内村                              | 昭和31年9月1日 六日町               | 昭和31年9月1日 六日町      | 平成16年11月1日 南魚沼市       | 南魚沼市 |
| 上原村       | 上原村                 | 北城内村                   | 北城内村                     | 明治34年11月1日 城内村      | 城内村                              | 昭和31年9月1日 六日町               | 昭和31年9月1日 六日町      | 平成16年11月1日 南魚沼市       | 南魚沼市 |
| 上原新田     | 上原新田               | 北城内村                   | 北城内村                     | 明治34年11月1日 城内村      | 城内村                              | 昭和31年9月1日 六日町               | 昭和31年9月1日 六日町      | 平成16年11月1日 南魚沼市       | 南魚沼市 |
| 下原村       | 下原村                 | 北城内村                   | 北城内村                     | 明治34年11月1日 城内村      | 城内村                              | 昭和31年9月1日 六日町               | 昭和31年9月1日 六日町      | 平成16年11月1日 南魚沼市       | 南魚沼市 |
| 下原新田     | 下原新田               | 北城内村                   | 北城内村                     | 明治34年11月1日 城内村      | 城内村                              | 昭和31年9月1日 六日町               | 昭和31年9月1日 六日町      | 平成16年11月1日 南魚沼市       | 南魚沼市 |
| 奥村新田     | 明治4年 奥村           | 大巻村                     | 大巻村                       | 明治34年11月1日 大巻村      | 大巻村                              | 昭和31年9月1日 六日町               | 昭和31年9月1日 六日町      | 平成16年11月1日 南魚沼市       | 南魚沼市 |
| 蓑和島村     | 明治4年 奥村           | 大巻村                     | 大巻村                       | 明治34年11月1日 大巻村      | 大巻村                              | 昭和31年9月1日 六日町               | 昭和31年9月1日 六日町      | 平成16年11月1日 南魚沼市       | 南魚沼市 |
| 寺尾村       | 寺尾村                 | 大巻村                     | 大巻村                       | 明治34年11月1日 大巻村      | 大巻村                              | 昭和31年9月1日 六日町               | 昭和31年9月1日 六日町      | 平成16年11月1日 南魚沼市       | 南魚沼市 |
| 大杉新田     | 大杉新田               | 大巻村                     | 大巻村                       | 明治34年11月1日 大巻村      | 大巻村                              | 昭和31年9月1日 六日町               | 昭和31年9月1日 六日町      | 平成16年11月1日 南魚沼市       | 南魚沼市 |
| 四十日村     | 四十日村               | 大巻村                     | 大巻村                       | 明治34年11月1日 大巻村      | 大巻村                              | 昭和31年9月1日 六日町               | 昭和31年9月1日 六日町      | 平成16年11月1日 南魚沼市       | 南魚沼市 |
| 宇津野新田   | 宇津野新田             | 大巻村                     | 大巻村                       | 明治34年11月1日 大巻村      | 大巻村                              | 昭和31年9月1日 六日町               | 昭和31年9月1日 六日町      | 平成16年11月1日 南魚沼市       | 南魚沼市 |
| 青木新田     | 青木新田               | 大巻村                     | 大巻村                       | 明治34年11月1日 大巻村      | 大巻村                              | 昭和31年9月1日 六日町               | 昭和31年9月1日 六日町      | 平成16年11月1日 南魚沼市       | 南魚沼市 |
| 野田村       | 野田村                 | 大巻村                     | 大巻村                       | 明治34年11月1日 大巻村      | 大巻村                              | 昭和31年9月1日 六日町               | 昭和31年9月1日 六日町      | 平成16年11月1日 南魚沼市       | 南魚沼市 |
| 田中村       | 明治12年 改称 北田中村 | 大巻村                     | 大巻村                       | 明治34年11月1日 大巻村      | 大巻村                              | 昭和31年9月1日 六日町               | 昭和31年9月1日 六日町      | 平成16年11月1日 南魚沼市       | 南魚沼市 |
| 五日町村     | 五日町村               | 南藪神村                   | 南藪神村                     | 明治34年11月1日 大巻村      | 大巻村                              | 昭和31年9月1日 六日町               | 昭和31年9月1日 六日町      | 平成16年11月1日 南魚沼市       | 南魚沼市 |
| 城山新田     | 城山新田               | 南藪神村                   | 南藪神村                     | 明治34年11月1日 藪神村      | 藪神村                              | 昭和31年4月1日 大和村               | 昭和37年4月1日 町制 大和町 | 平成16年11月1日 南魚沼市       | 南魚沼市 |
| 名木沢村     | 名木沢村               | 南藪神村                   | 南藪神村                     | 明治34年11月1日 藪神村      | 藪神村                              | 昭和31年4月1日 大和村               | 昭和37年4月1日 町制 大和町 | 平成16年11月1日 南魚沼市       | 南魚沼市 |
| 今町村       | 今町村                 | 南藪神村                   | 南藪神村                     | 明治34年11月1日 藪神村      | 藪神村                              | 昭和31年4月1日 大和村               | 昭和37年4月1日 町制 大和町 | 平成16年11月1日 南魚沼市       | 南魚沼市 |
| 九日町村     | 九日町村               | 南藪神村                   | 南藪神村                     | 明治34年11月1日 藪神村      | 藪神村                              | 昭和31年4月1日 大和村               | 昭和37年4月1日 町制 大和町 | 平成16年11月1日 南魚沼市       | 南魚沼市 |
| 市野江村     | 市野江村               | 北藪神村                   | 北藪神村                     | 明治34年11月1日 藪神村      | 藪神村                              | 昭和31年4月1日 大和村               | 昭和37年4月1日 町制 大和町 | 平成16年11月1日 南魚沼市       | 南魚沼市 |
| 一村尾村     | 一村尾村               | 北藪神村                   | 北藪神村                     | 明治34年11月1日 藪神村      | 藪神村                              | 昭和31年4月1日 大和村               | 昭和37年4月1日 町制 大和町 | 平成16年11月1日 南魚沼市       | 南魚沼市 |
| 芹田村       | 芹田村                 | 北藪神村                   | 北藪神村                     | 明治34年11月1日 藪神村      | 藪神村                              | 昭和31年4月1日 大和村               | 昭和37年4月1日 町制 大和町 | 平成16年11月1日 南魚沼市       | 南魚沼市 |
| 大崎村       | 大崎村                 | 大崎村                     | 大崎村                       | 明治34年11月1日 大崎村      | 大崎村                              | 昭和31年4月1日 大和村               | 昭和37年4月1日 町制 大和町 | 平成16年11月1日 南魚沼市       | 南魚沼市 |
| 柳古新田     | 柳古新田               | 大崎村                     | 大崎村                       | 明治34年11月1日 大崎村      | 大崎村                              | 昭和31年4月1日 大和村               | 昭和37年4月1日 町制 大和町 | 平成16年11月1日 南魚沼市       | 南魚沼市 |
| 今町新田     | 今町新田               | 大崎村                     | 大崎村                       | 明治34年11月1日 大崎村      | 大崎村                              | 昭和31年4月1日 大和村               | 昭和37年4月1日 町制 大和町 | 平成16年11月1日 南魚沼市       | 南魚沼市 |
| 海士ヶ島新田 | 海士ヶ島新田           | 大崎村                     | 大崎村                       | 明治34年11月1日 大崎村      | 大崎村                              | 昭和31年4月1日 大和村               | 昭和37年4月1日 町制 大和町 | 平成16年11月1日 南魚沼市       | 南魚沼市 |
| 穴地村       | 穴地村                 | 大崎村                     | 大崎村                       | 明治34年11月1日 大崎村      | 大崎村                              | 昭和31年4月1日 大和村               | 昭和37年4月1日 町制 大和町 | 平成16年11月1日 南魚沼市       | 南魚沼市 |
| 穴地新田     | 穴地新田               | 大崎村                     | 大崎村                       | 明治34年11月1日 大崎村      | 大崎村                              | 昭和31年4月1日 大和村               | 昭和37年4月1日 町制 大和町 | 平成16年11月1日 南魚沼市       | 南魚沼市 |
| 水尾村       | 水尾村                 | 水尾村                     | 水尾村                       | 明治34年11月1日 大崎村      | 大崎村                              | 昭和31年4月1日 大和村               | 昭和37年4月1日 町制 大和町 | 平成16年11月1日 南魚沼市       | 南魚沼市 |
| 水尾新田     | 水尾新田               | 水尾村                     | 水尾村                       | 明治34年11月1日 大崎村      | 大崎村                              | 昭和31年4月1日 大和村               | 昭和37年4月1日 町制 大和町 | 平成16年11月1日 南魚沼市       | 南魚沼市 |
| 大倉村       | 明治初年 大倉村        | 坂本村                     | 明治33年12月7日 赤石村       | 明治34年11月1日 東村        | 東村                                | 昭和31年4月1日 大和村               | 昭和37年4月1日 町制 大和町 | 平成16年11月1日 南魚沼市       | 南魚沼市 |
| 大倉新田     | 明治初年 大倉村        | 坂本村                     | 明治33年12月7日 赤石村       | 明治34年11月1日 東村        | 東村                                | 昭和31年4月1日 大和村               | 昭和37年4月1日 町制 大和町 | 平成16年11月1日 南魚沼市       | 南魚沼市 |
| 川棚新田     | 明治初年 大倉村        | 坂本村                     | 明治33年12月7日 赤石村       | 明治34年11月1日 東村        | 東村                                | 昭和31年4月1日 大和村               | 昭和37年4月1日 町制 大和町 | 平成16年11月1日 南魚沼市       | 南魚沼市 |
| 黒土村       | 黒土村                 | 坂本村                     | 明治33年12月7日 赤石村       | 明治34年11月1日 東村        | 東村                                | 昭和31年4月1日 大和村               | 昭和37年4月1日 町制 大和町 | 平成16年11月1日 南魚沼市       | 南魚沼市 |
| 黒土新田     | 黒土新田               | 坂本村                     | 明治33年12月7日 赤石村       | 明治34年11月1日 東村        | 東村                                | 昭和31年4月1日 大和村               | 昭和37年4月1日 町制 大和町 | 平成16年11月1日 南魚沼市       | 南魚沼市 |
| 船ヶ沢新田   | 船ヶ沢新田             | 坂本村                     | 明治33年12月7日 赤石村       | 明治34年11月1日 東村        | 東村                                | 昭和31年4月1日 大和村               | 昭和37年4月1日 町制 大和町 | 平成16年11月1日 南魚沼市       | 南魚沼市 |
| 茗荷沢村     | 茗荷沢村               | 水無村                     | 明治33年12月7日 赤石村       | 明治34年11月1日 東村        | 東村                                | 昭和31年4月1日 大和村               | 昭和37年4月1日 町制 大和町 | 平成16年11月1日 南魚沼市       | 南魚沼市 |
| 茗荷沢新田   | 茗荷沢新田             | 水無村                     | 明治33年12月7日 赤石村       | 明治34年11月1日 東村        | 東村                                | 昭和31年4月1日 大和村               | 昭和37年4月1日 町制 大和町 | 平成16年11月1日 南魚沼市       | 南魚沼市 |
| 荒金村       | 荒金村                 | 水無村                     | 明治33年12月7日 赤石村       | 明治34年11月1日 東村        | 東村                                | 昭和31年4月1日 大和村               | 昭和37年4月1日 町制 大和町 | 平成16年11月1日 南魚沼市       | 南魚沼市 |
| 堂島新田     | 堂島新田               | 水無村                     | 明治33年12月7日 赤石村       | 明治34年11月1日 東村        | 東村                                | 昭和31年4月1日 大和村               | 昭和37年4月1日 町制 大和町 | 平成16年11月1日 南魚沼市       | 南魚沼市 |
| 桐沢村       | 桐沢村                 | 水無村                     | 明治33年12月7日 赤石村       | 明治34年11月1日 東村        | 東村                                | 昭和31年4月1日 大和村               | 昭和37年4月1日 町制 大和町 | 平成16年11月1日 南魚沼市       | 南魚沼市 |
| 荒山村       | 荒山村                 | 水無村                     | 明治33年12月7日 赤石村       | 明治34年11月1日 東村        | 東村                                | 昭和31年4月1日 大和村               | 昭和37年4月1日 町制 大和町 | 平成16年11月1日 南魚沼市       | 南魚沼市 |
| 山崎村       | 山崎村                 | 三用村                     | 三用村                       | 明治34年11月1日 東村        | 東村                                | 昭和31年4月1日 大和村               | 昭和37年4月1日 町制 大和町 | 平成16年11月1日 南魚沼市       | 南魚沼市 |
| 大桑原村     | 大桑原村               | 三用村                     | 三用村                       | 明治34年11月1日 東村        | 東村                                | 昭和31年4月1日 大和村               | 昭和37年4月1日 町制 大和町 | 平成16年11月1日 南魚沼市       | 南魚沼市 |
| 門前村       | 門前村                 | 三用村                     | 三用村                       | 明治34年11月1日 東村        | 東村                                | 昭和31年4月1日 大和村               | 昭和37年4月1日 町制 大和町 | 平成16年11月1日 南魚沼市       | 南魚沼市 |
| 赤羽村       | 赤羽村                 | 三用村                     | 三用村                       | 明治34年11月1日 東村        | 東村                                | 昭和31年4月1日 大和村               | 昭和37年4月1日 町制 大和町 | 平成16年11月1日 南魚沼市       | 南魚沼市 |
| 芋川村       | 芋川村                 | 三用村                     | 三用村                       | 明治34年11月1日 東村        | 東村                                | 昭和31年4月1日 大和村               | 昭和37年4月1日 町制 大和町 | 平成16年11月1日 南魚沼市       | 南魚沼市 |
| 湯谷村       | 湯谷村                 | 三用村                     | 三用村                       | 明治34年11月1日 東村        | 東村                                | 昭和31年4月1日 大和村               | 昭和37年4月1日 町制 大和町 | 平成16年11月1日 南魚沼市       | 南魚沼市 |
| 雷土村       | 雷土村                 | 三用村                     | 三用村                       | 明治34年11月1日 東村        | 東村                                | 昭和31年4月1日 大和村               | 昭和37年4月1日 町制 大和町 | 平成16年11月1日 南魚沼市       | 南魚沼市 |
| 雷土新田     | 雷土新田               | 三用村                     | 三用村                       | 明治34年11月1日 東村        | 東村                                | 昭和31年4月1日 大和村               | 昭和37年4月1日 町制 大和町 | 平成16年11月1日 南魚沼市       | 南魚沼市 |
| 山崎新田     | 山崎新田               | 三用村                     | 三用村                       | 明治34年11月1日 東村        | 東村                                | 昭和31年4月1日 大和村               | 昭和37年4月1日 町制 大和町 | 平成16年11月1日 南魚沼市       | 南魚沼市 |
| 浦佐村       | 浦佐村                 | 浦佐村                     | 浦佐村                       | 浦佐村                      | 浦佐村                              | 昭和31年4月1日 大和村               | 昭和37年4月1日 町制 大和町 | 平成16年11月1日 南魚沼市       | 南魚沼市 |
| 五箇村       | 五箇村                 | 浦佐村                     | 浦佐村                       | 浦佐村                      | 浦佐村                              | 昭和31年4月1日 大和村               | 昭和37年4月1日 町制 大和町 | 平成16年11月1日 南魚沼市       | 南魚沼市 |
| 鰕島新田     | 明治20年 改称 鰕島村   | 浦佐村                     | 浦佐村                       | 浦佐村                      | 浦佐村                              | 昭和31年4月1日 大和村               | 昭和37年4月1日 町制 大和町 | 平成16年11月1日 南魚沼市       | 南魚沼市 |
| 虫野村       | 虫野村                 | 伊米ヶ崎村                 | 伊米ヶ崎村                   | 伊米ヶ崎村                  | 伊米ヶ崎村                          | 昭和29年5月1日 北魚沼郡小出町に編入 | 北魚沼郡小出町             | 平成16年11月1日 魚沼市         | 魚沼市   |
| 十日町村     | 十日町村               | 伊米ヶ崎村                 | 伊米ヶ崎村                   | 伊米ヶ崎村                  | 伊米ヶ崎村                          | 昭和29年5月1日 北魚沼郡小出町に編入 | 北魚沼郡小出町             | 平成16年11月1日 魚沼市         | 魚沼市   |
| 岡新田       | 岡新田                 | 伊米ヶ崎村                 | 伊米ヶ崎村                   | 伊米ヶ崎村                  | 伊米ヶ崎村                          | 昭和29年5月1日 北魚沼郡小出町に編入 | 北魚沼郡小出町             | 平成16年11月1日 魚沼市         | 魚沼市   |
| 大浦新田     | 大浦新田               | 伊米ヶ崎村                 | 伊米ヶ崎村                   | 伊米ヶ崎村                  | 伊米ヶ崎村                          | 昭和29年5月1日 北魚沼郡小出町に編入 | 北魚沼郡小出町             | 平成16年11月1日 魚沼市         | 魚沼市   |
| 大浦村       | 大浦村                 | 伊米ヶ崎村                 | 伊米ヶ崎村                   | 伊米ヶ崎村                  | 伊米ヶ崎村                          | 昭和29年5月1日 北魚沼郡小出町に編入 | 北魚沼郡小出町             | 平成16年11月1日 魚沼市         | 魚沼市   |
| 板木村       | 板木村                 | 伊米ヶ崎村                 | 伊米ヶ崎村                   | 伊米ヶ崎村                  | 伊米ヶ崎村                          | 昭和29年5月1日 北魚沼郡小出町に編入 | 北魚沼郡小出町             | 平成16年11月1日 魚沼市         | 魚沼市   |
| 原虫野新田   | 原虫野新田             | 伊米ヶ崎村                 | 伊米ヶ崎村                   | 伊米ヶ崎村                  | 伊米ヶ崎村                          | 昭和29年5月1日 北魚沼郡小出町に編入 | 北魚沼郡小出町             | 平成16年11月1日 魚沼市         | 魚沼市   |
| 伊勢島新田   | 伊勢島新田             | 伊米ヶ崎村                 | 伊米ヶ崎村                   | 伊米ヶ崎村                  | 伊米ヶ崎村                          | 昭和29年5月1日 北魚沼郡小出町に編入 | 北魚沼郡小出町             | 平成16年11月1日 魚沼市         | 魚沼市   |
| 干溝村       | 明治8年 干溝村         | 伊米ヶ崎村                 | 伊米ヶ崎村                   | 伊米ヶ崎村                  | 昭和25年4月1日 北魚沼郡小出町に編入 | 北魚沼郡小出町                      | 北魚沼郡小出町             | 平成16年11月1日 魚沼市         | 魚沼市   |
| 干溝新田     | 明治8年 干溝村         | 伊米ヶ崎村                 | 伊米ヶ崎村                   | 伊米ヶ崎村                  | 昭和25年4月1日 北魚沼郡小出町に編入 | 北魚沼郡小出町                      | 北魚沼郡小出町             | 平成16年11月1日 魚沼市         | 魚沼市   |

## 行政
歴代郡長
| 代 | 氏名         | 就任年月日                 | 退任年月日                 | 備考                             |
| -- | ------------ | -------------------------- | -------------------------- | -------------------------------- |
| 1  | 岡村貢       | 明治12年（1879年）4月28日  | 明治15年（1882年）10月9日  | （旧）第四大区、(旧)第十三大区長 |
| 2  | 関矢孫左衛門 | 明治15年（1882年）10月9日  | 明治16年（1883年）1月25日  | 北魚沼郡長と兼任                 |
| 3  | 山口権三郎   | 明治16年（1883年）1月25日  | 明治16年（1883年）2月5日   |                                  |
| 4  | 槙眞一       | 明治17年（1884年）6月7日   | 明治25年（1892年）1月8日   |                                  |
| 5  | 山際操       | 明治25年（1892年）1月8日   | 明治32年（1899年）4月8日   |                                  |
| 6  | 木村定五郎   | 明治32年（1899年）4月27日  | 明治34年（1901年）3月30日  |                                  |
| 7  | 清水中四郎   | 明治34年（1901年）3月30日  | 明治35年（1902年）2月22日  |                                  |
| 8  | 吉田良治郎   | 明治35年（1902年）2月22日  | 明治37年（1904年）4月27日  | 新潟市長となる                   |
| 9  | 齋藤文吾     | 明治37年（1904年）4月27日  | 明治40年（1907年）10月25日 |                                  |
| 10 | 石川赳夫     | 明治40年（1907年）10月25日 | 明治41年（1908年）6月29日  |                                  |
| 11 | 島田博       | 明治41年（1908年）6月29日  | 明治45年（1912年）2月28日  |                                  |
| 12 | 北見東一郎   | 明治45年（1912年）2月28日  | 明治45年（1912年）6月29日  |                                  |
| 13 | 澤田久三郎   | 明治45年（1912年）6月29日  | 大正2年（1913年）9月25日   |                                  |
| 14 | 高野定彌     | 大正2年（1913年）9月25日   | 大正4年（1915年）7月21日   |                                  |
| 15 | 市橋長治     | 大正4年（1915年）7月30日   |                            |                                  |
| 16 | 町田勝治     | 大正12年（1923年）4月30日  | 大正15年（1926年）6月30日  | 郡役所廃止により、廃官           |